# Суйслепа
Су́йслепа (эст. Suislepa), ранее также Су́йстле (эст. Suistle) — деревня в волости Вильянди уезда Вильяндимаа, Эстония.
До административной реформы местных самоуправлений Эстонии 2017 года входила в состав волости Тарвасту (упразднена).

## География и описание
Расположена в 30 км к юго-востоку от уездного и волостного центра — города Вильянди, в 5 км к западу от озера Выртсъярв. Высота над уровнем моря — 56 метров.
Через деревню протекает река Ыхне.
Климат умеренный. Официальный язык — эстонский. Почтовый индекс — 69703.

## Население
По данным переписи населения 2021 года, в Суйслепа насчитывалось 211 жителей, из них 204 (97,1 %) — эстонцы.
По данным переписи населения 2011 года, в деревне проживал 231 человек, из них 225 (97,4 %) — эстонцы.
Численность населения деревни Суйслепа по данным переписей населения:
| Год  | 1959 | 1970  | 1979  | 1989  | 2000  | 2011  | 2021  |
| ---- | ---- | ----- | ----- | ----- | ----- | ----- | ----- |
| Чел. | 137  | ↘ 113 | ↗ 387 | ↗ 432 | ↘ 313 | ↘ 231 | ↘ 211 |

## История
В письменных источниках 1583 года упоминается Suslo, 1601 года — Sustell, 1624 года — Suestla, 1638 года — Suislakill, 1693 года — Susläp Håff, Suuslephoff, 1782 года — Suislep, Suisleppa mois. В ревизских подушных списках шведского времени (1637 год) деревня обозначена как Suisla и как Suitšla (записи вели два человека); в ревизии 1684 года записана как SuislepHof. 
Археологические изыскания показывают, что люди здесь жили с середины каменного века, когда берег озера Выртсъярв доходил до самого центра современной деревни Суйслепа.
C 1725 года на этих землях существовала самостоятельная мыза Суйстлеп (Suistlep). В конце XVIII века она была разделена на две мызы: Альт-Суслеп (нем. Alt-Suislep, Вана-Суйслепа, эст. Vana-Suislepa mõis — «Старая Суйслепа») и Ней-Суслеп (нем. Neu-Suislep, Ууэ-Суйслепа (эст. Uue-Suislepa mõis — «Новая Суйслепа»). 
На военно-топографических картах Российской империи (1846–1863 годы), в состав которой входила Эстляндская губерния, обозначены обе мызы: мз. Альт Суслеп и мз. Ней Суслеп.
В соответствии с архивными данными, в Суйслепа 1765 год считается годом основания местной деревенской школы.
В 1920-х годах, после земельной реформы, когда мызные земли были поделены на отдельный хозяйства, возникло поселение Суйслепа. В 1977 году оно получило официальный статус деревни.
В 1977 году, в период кампании по укрупнению деревень, с Суйслепа были объединены деревни Кирикукюла (эст. Kirikuküla — «Церковная деревня»), Моори (эст. Moori) и Венекюла (эст. Veneküla — «Русская деревня», в 1909 году упоминается как Weneküla).
В советское время деревня была центром колхоза «Суйслепа» (Тарвастуский сельсовет). Общий земельный фонд колхоза составлял 6700 га, из них сельскохозяйственные угодья (без приусадебных участков) — 3800 га; средняя численность работников в 1978 году — 347 человек.

Советский памятник на братской могиле павших во II мировой войне в Суйслепа, 2014 год. Ликвидирован в 2022 году

В 1953 годуна находящейся на территории деревни братской могиле советских воинов, павших во Второй мировой войне (исторический памятник с 1997 до 2023 года) был установлен памятник с надписью «Вечная слава героям, павшим в боях за свободу и независимость нашей Родины». Рабочая группа по советским памятникам (РГСП) при Госканцелярии Эстонии в своём протоколе от 30 ноября 2022 года признала памятник «красным», т. е. подлежащим демонтажу с переносом останков на кладбище. Памятник был демонтирован ещё до публикации протокола РГСП — в сентябре 2022 года. В ходе раскопок 20 сентября 2022 года было обнаружено, что на этом месте никто не захоронен (см. Список советских военных памятников Эстонии).

## Инфраструктура и экономика
До апреля 2016 года в Суйслепа работала библиотека, до сентября 2016 года — начальная школа-детсад, до апреля 2022 года — сельскохозяйственное товарищество.
До 1961 года в деревне действовала православная церковь Святой Екатерины. 
В настоящее время в Суйслепа работает овощеводческое предприятие «OÜ Suislepa Vili» (7 работников по состоянию на 30 сентября 2023 года) и предприятие, оказывающее услуги в области лесоводства «OÜ Suislepa Puit». В деревне есть продуктовый магазин.

## Достопримечательности
- Главное здание мызы Ней-Суслеп (Ууэ-Суйслепа);
- Суйслепаское обнажение;
- памятный камень, посвящённый Великому голоду 1695–1697 годов[23].

## Галерея

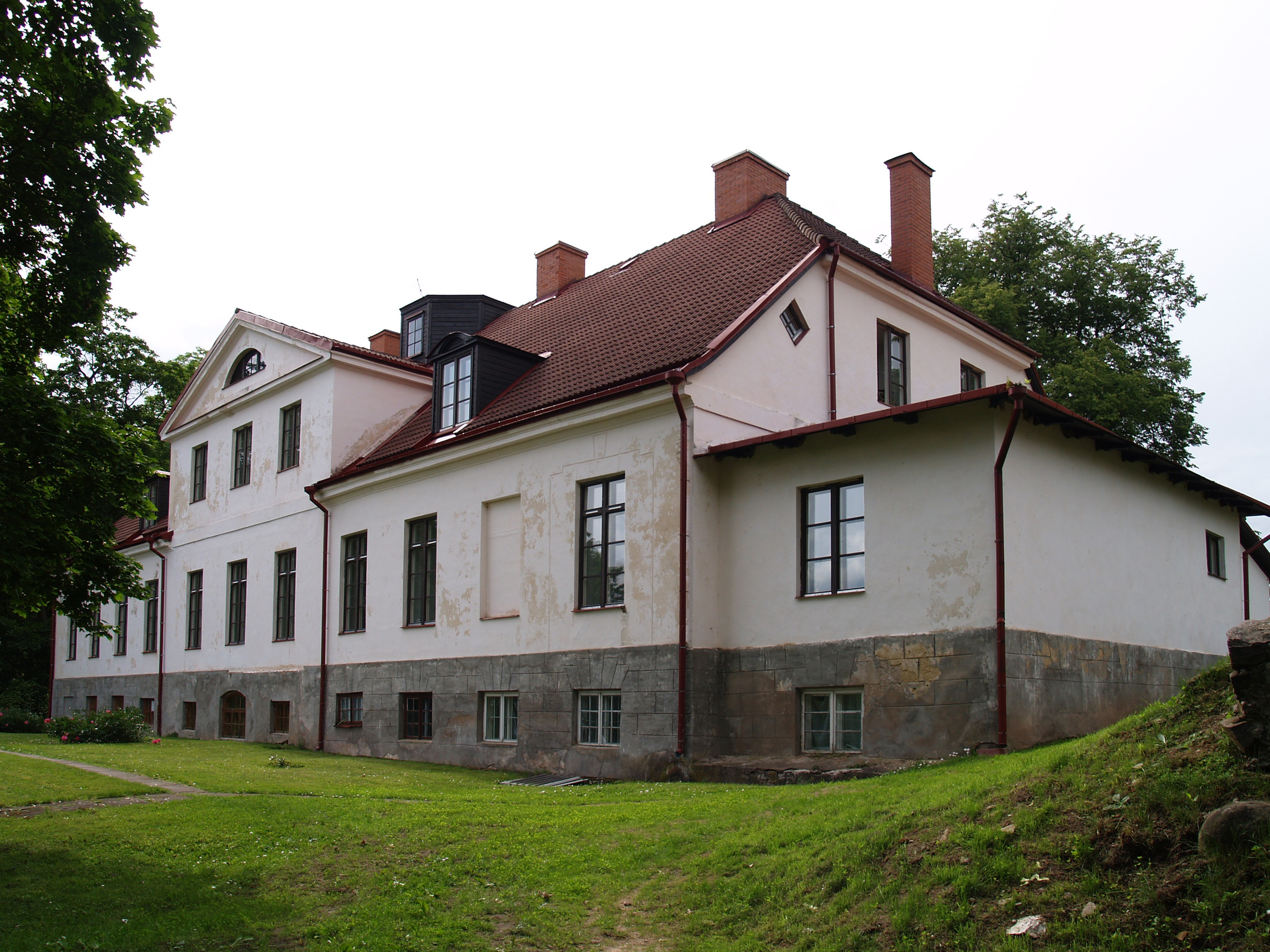
Главное здание мызы Ней-Суслеп (Ууэ-Суйслепа)
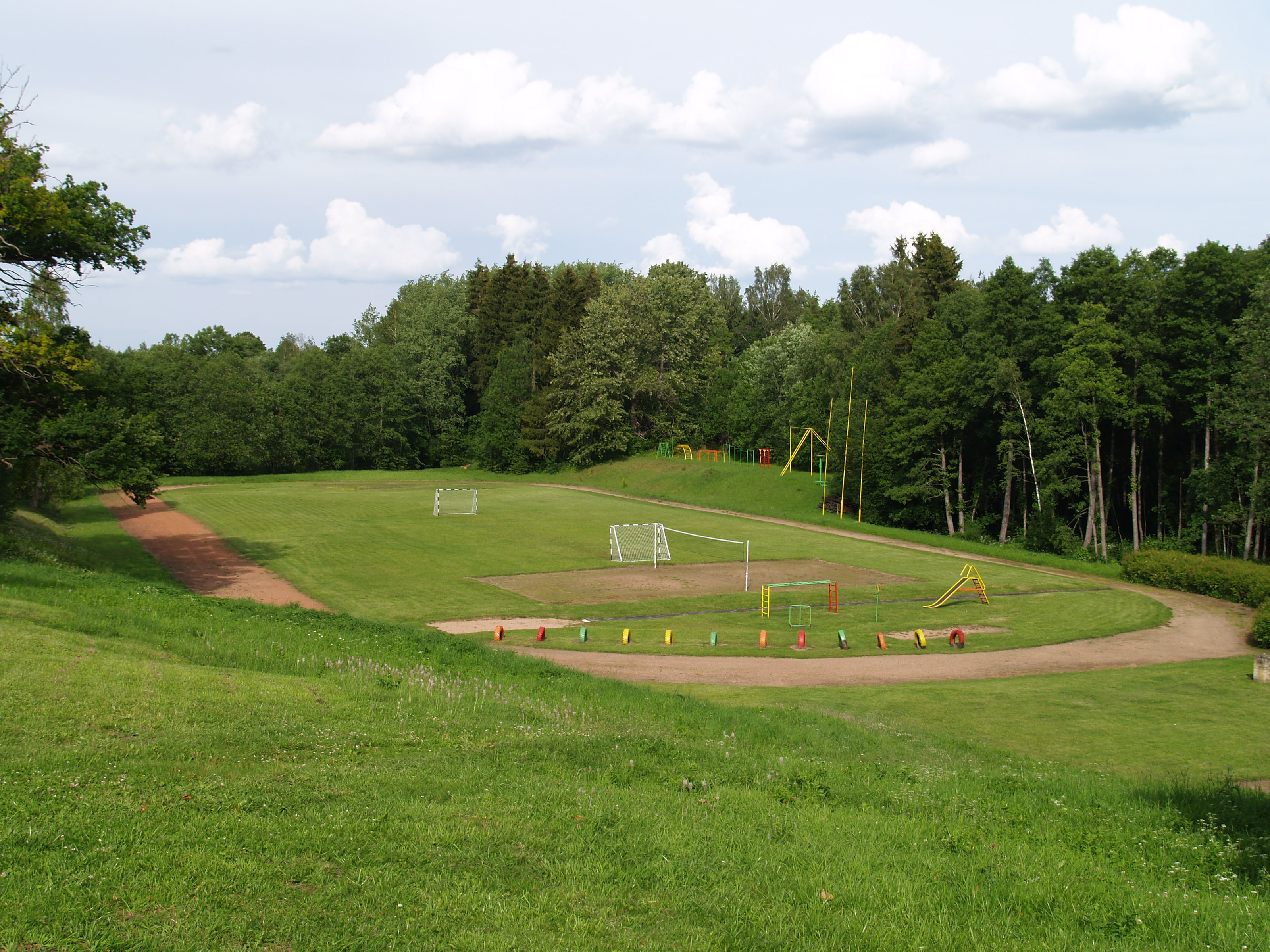
Деревенский стадион
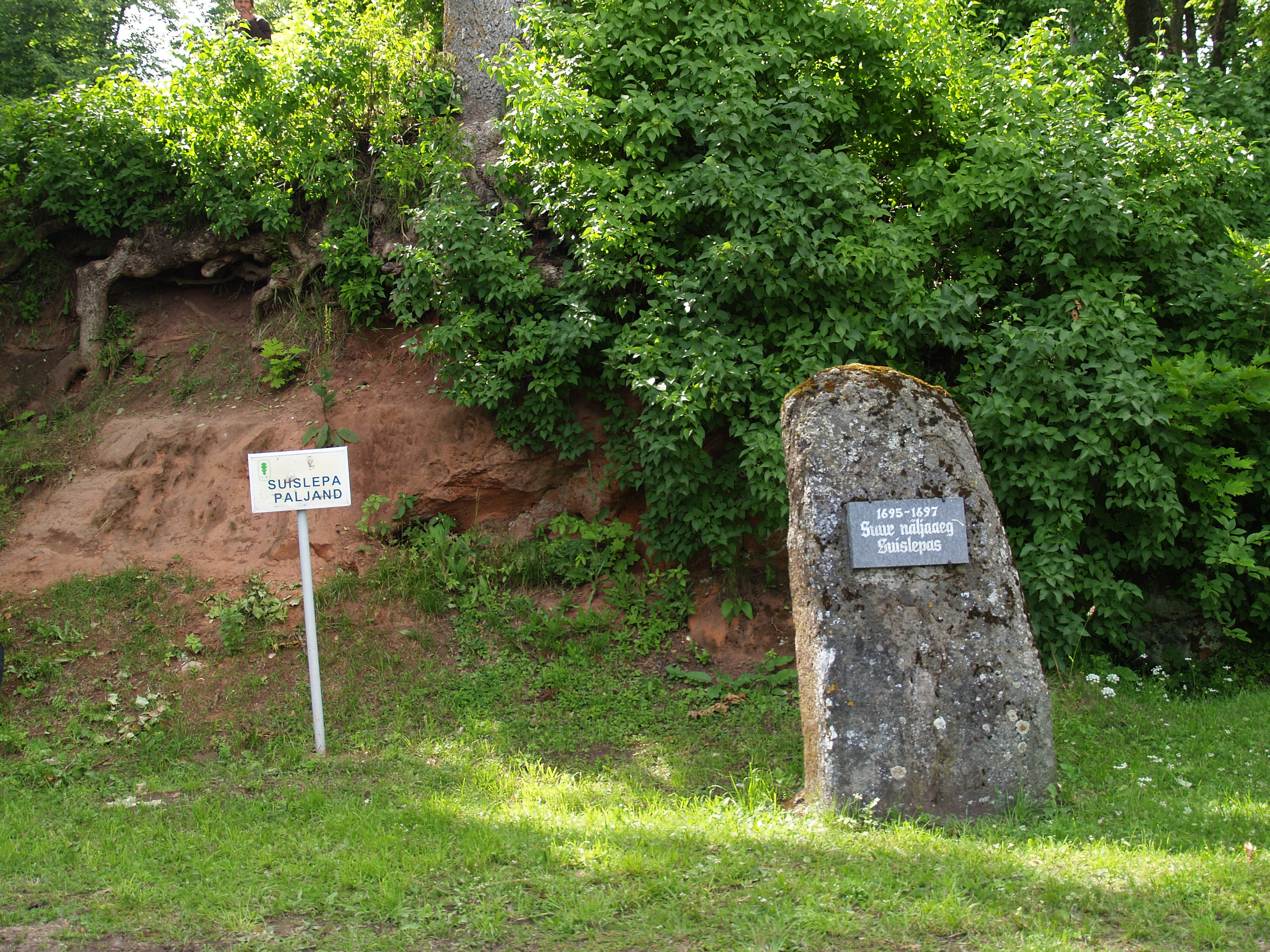
Суйслепаское обнажение и памятник Великому голоду 1695–1697 годов
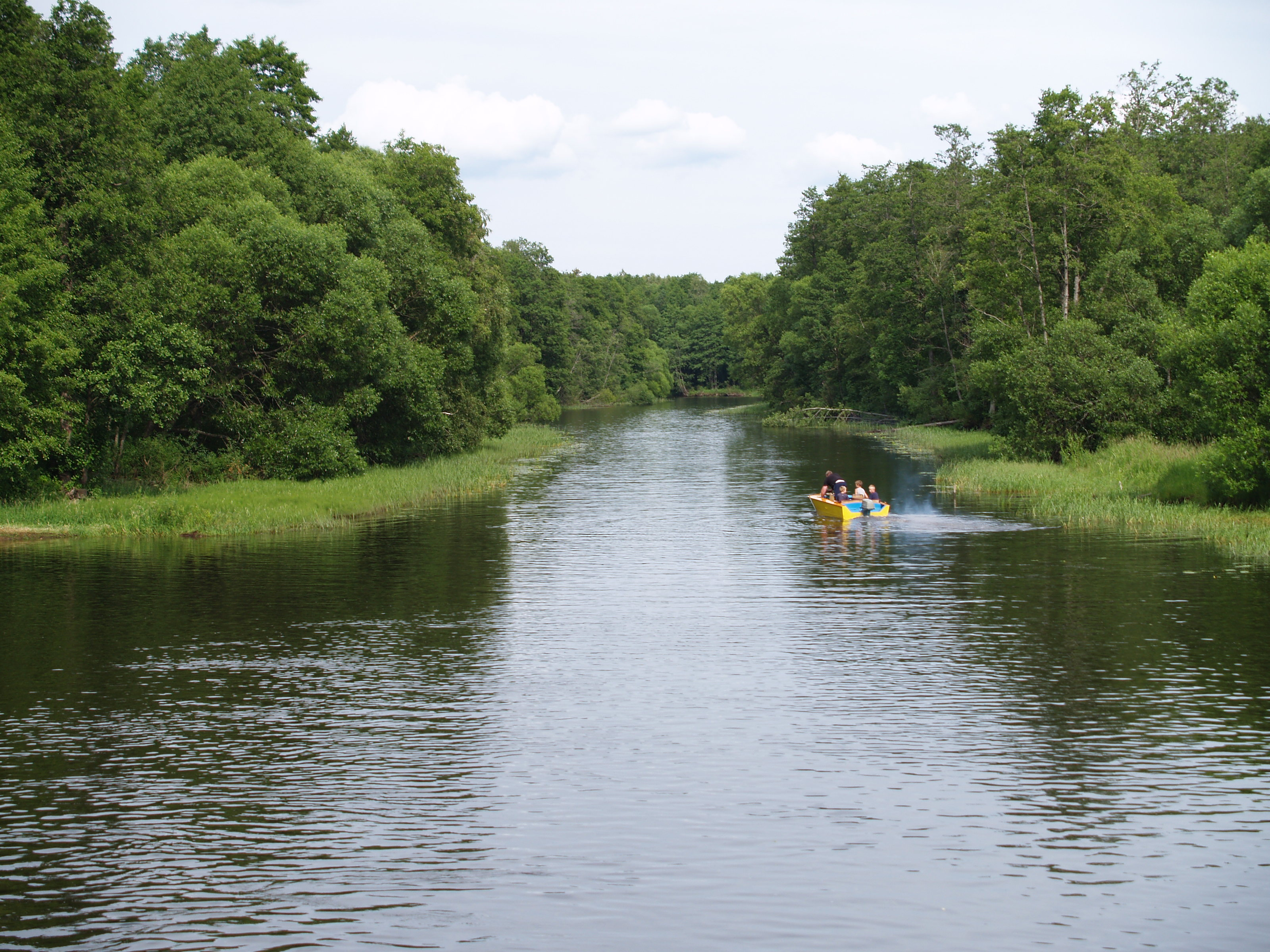
Река Ыхне в деревне Суйслепа
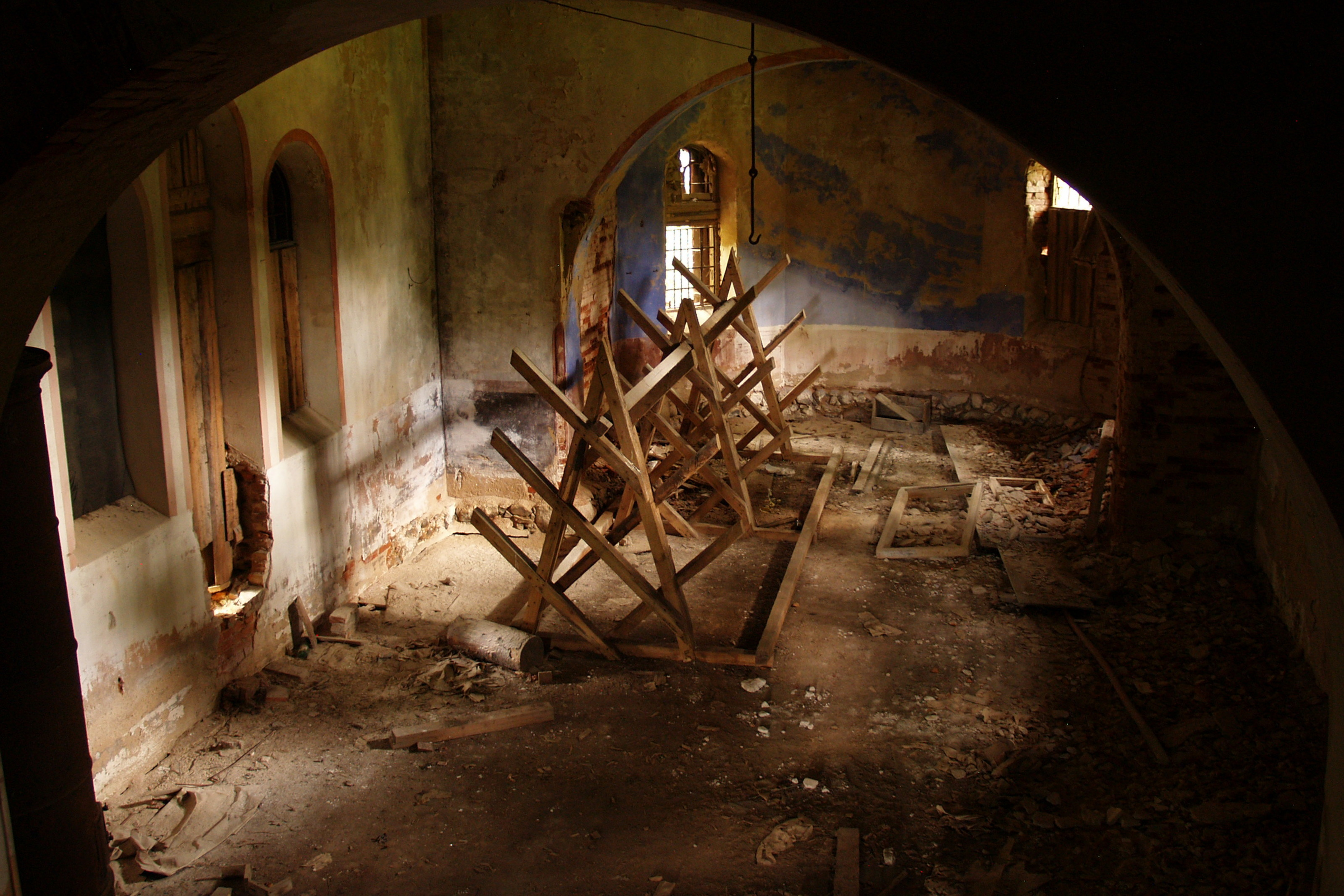
Руины церкви Святой Екатерины, 2010 год

## Комментарии
1. ↑  Эстонские топонимы, оканчивающиеся на -а, не склоняются и не имеют женского рода (исключение — Нарва)[9].